# Hunter Hayes
Hunter Easton Hayes (Breaux Bridge, 9 de setembro de 1991) é um cantor, compositor e multi-instrumentista norte-americano. Iniciou sua carreira musical desde criança, lançando entre os anos de 2000 e 2008 cinco álbuns de estúdio, estes de forma independente. Em 2008 Hayes assinou contrato com a Universal Music Publishing Group e começou a compor algumas faixas, dentre elas "Play" que foi incluída no álbum Nothing Like This da banda Rascal Flatts.
Após assinar contrato com a Atlantic Records, foi lançado o Hunter Hayes que alcançou a sétima posição na Billboard 200 e a primeira na Billboard Country Albums. O disco gerou quatro singles, "Storm Warning", "Wanted", "Somebody's Heartbreak" e "I Want Crazy", este último contido na reedição do disco; todos desempenharam-se nas tabelas musicais Billboard Hot 100 e Hot Country Songs, ambas dos Estados Unidos.
Até dezembro de 2013, Hayes havia vendido mais de um milhão de álbuns e oito milhões de singles no mundo. Em janeiro de 2014, ele foi listado pela Forbes como o décimo artista musical com menos de 30 anos que mais brilhou no ano de 2013.

## Biografia
Hunter Easton Hayes nasceu no Larniurg Hospital em 9 de setembro de 1991 em Breaux Bridge, Louisiana. Filho de Lynette e Leo Hayes tem ascendência Cajun. Começou sua carreira musical aos dois anos, quando sua avó lhe deu um acordeão de brinquedo. Aos quatro anos, começou a fazer aparições em programas locais e em rede nacional, incluindo no Maury, Rosie O'Donnell e na série televisa Figure It Out da Nickelodeon, cantando a canção "Jambalaya (On the Bayou)", que esteve presente em seu primeiro álbum independente Through My Eyes. Ainda aos quatro anos, Hayes fez sua estreia nos cinemas, quando fez uma pequena aparição em The Apostle de 1997 como uma criança acordeonista.
Ele revelou que recebeu a sua primeira guitarra do ator e diretor do filme The Apostle Robert Duvall aos seis anos de idade. Aos sete, foi convidado a se apresentar para o presidente Bill Clinton em festa realizada no gramado da Casa Branca. Aos nove e doze anos, o jovem artista participou dos filmes My Dog Skip (2000) e Charlie's War (2007), respectivamente, ao passo que aos 13 anos, Hayes apareceu em America's Most Talented Kid, um programa apresentado por Dave Coulier interpretando a música de Hank Williams, "Hey Good Lookin'". Em seu tempo livre, Hunter voa de aviões na esperança de algum dia obter uma licença de piloto.

## Carreira

### Início (1991–2011)
Entre os anos de 2000 e 2008, Hayes lançou cinco álbuns de estúdio, de forma independente. Em 2008, após mudar-se para Nashville, Tennessee, Hayes assinou com a editora musical, Universal Music Publishing Group para ser compositor. Após concluir os estudos em 2007 com a idade de 16 anos, ele co-escreveu a canção "Play" da banda Rascal Flatts, presente no álbum Nothing Like This, além de ter escrito para Montgomery Gentry.
Depois disto, mais precisamente em setembro de 2010, Hayes foi apresentado para o presidente da Atlantic Records, Craig Kallman, que logo lhe concedeu um contrato. No mesmo mês, o cantor começou a trabalhar em seu primeiro álbum de estúdio. Em 2011, ele acabou por revelar que escreveu as faixas do projeto em aproximadamente 10 semanas.

### Hunter Hayes(2011-2013)

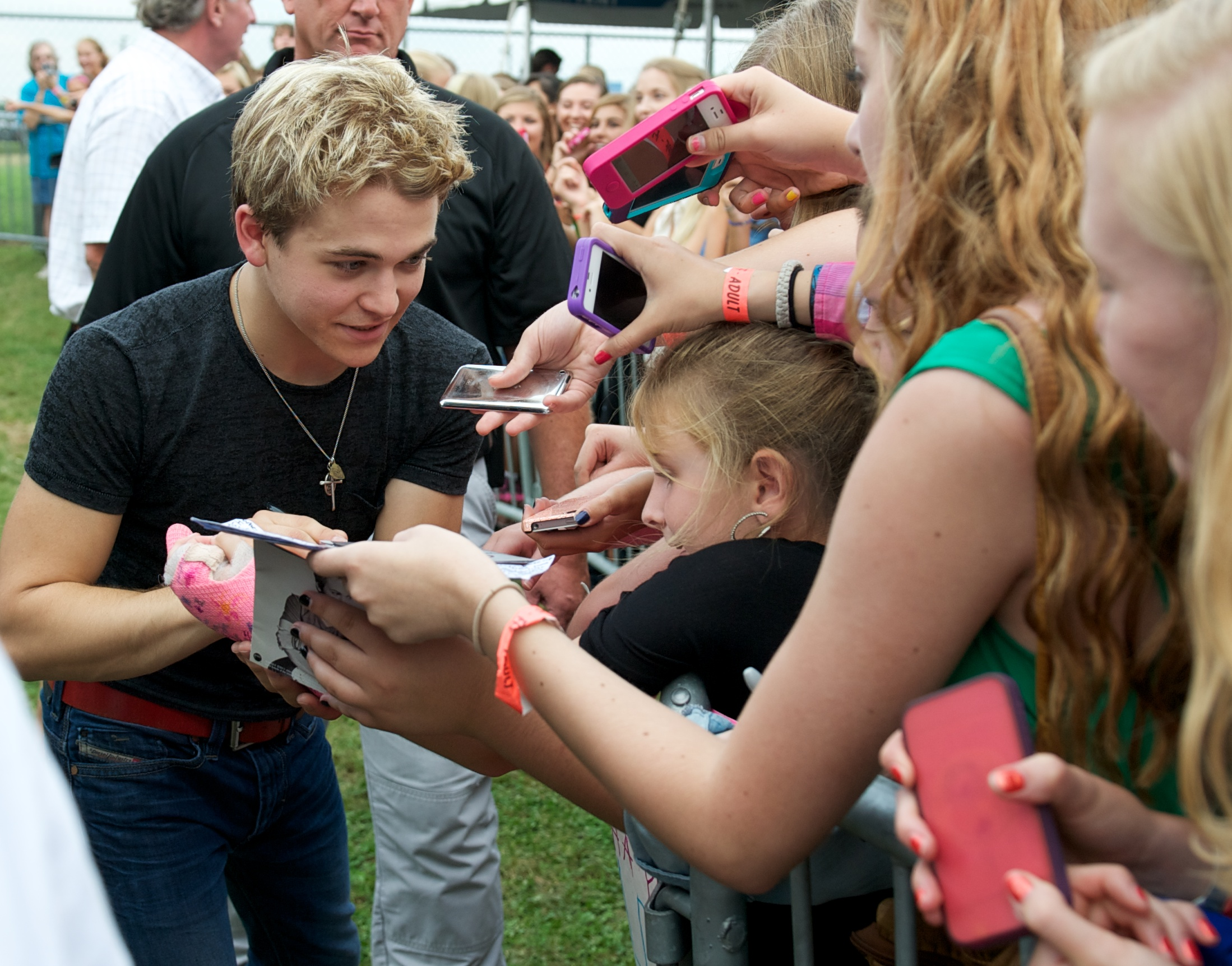
Hayes assinando autógrafos em Frederick, Maryland, em agosto de 2012.

Em 11 de outubro de 2011, Hayes lançou seu primeiro álbum de estúdio, o epônimo, Hunter Hayes. Classificado como música country e country pop, o trabalho recebeu críticas favoráveis, com os redatores elogiando o fato de Hayes ter escrito, produzido e tocado os instrumentos em todas as faixas presente no disco. Nas revisões, ainda foi observado que "Hayes tem mais talento em seu dedo polegar do que muitos artistas de hits têm em seus corpos inteiros". Nos Estados Unidos, a obra alcançou a décima-sétima posição da Billboard 200 e o terceiro lugar da Billboard Country Albums, respectivamente. Do álbum três canções foram lançadas como singles: "Storm Warning", "Wanted" e  "Somebody's Heartbreak" que tiveram desempenho moderado nas tabelas musicais dos Estados Unidos; sendo que "Wanted" e "Somebody's Heartbreak" conseguiram situar-se no Canadá, a primeira citada ainda conseguiu a primeira colocação das paradas Country Airplay e Hot Country Songs, nessa última o feito tornou Hayes o mais novo artista solo a atingir a primeira posição, recorde que pertencia a Johnny Rodriguez em 1973. "Somebody's Heartbreak" igualou-se a "Wanted" quando conquistou o cume da Country Airplay. Os primeiro e terceiro singles foram certificados de ouro pela Recording Industry Association of America (RIAA) e o segundo como tripla e dupla platina pela Recording Industry Association of America (RIAA) e Music Canada (MC), respectivamente. Em 18 de junho de 2013, o disco do artista foi reeditado sob o nome de Hunter Hayes Encore com seis novas faixas, incluindo os singles "I Want Crazy", número dezenove na Billboard Hot 100 e "Everybody's Got Somebody but Me" com Jason Mraz. Com o lançamento da reedição, o trabalho veio a conseguir as respectivas posições 12ª, sétima e primeira na Canadian Albums Chart, Billboard 200 e Country Albums; nesta última tornou-se o álbum que mais tempo demorou para alcançar o cume, após passar 89 semanas na tabela, ultrapassando as 51 semanas por Wide Open Spaces de Dixie Chicks em 1999.
No período entre 2011 e 2012, Hayes esteve presente nas trilhas sonoras de Footloose, Act of Valor e Road Trips and Guitar Picks com as canções "Almost Paradise", "Where We Left Off" e "Light Me Up", respectivamente. Ainda neste período, Hayes foi o ato de abertura das turnês musicais Speak Now World Tour de Taylor Swift e Thaw Out Tour da banda Rascal Flatts. No final de abril de 2011, Hayes prosseguiu o seu próprio percurso fazendo uma tournée por rádios norte-americanas que durou cerca de 10 semanas, quando ele apresentou as canções que aparecem em seu álbum auto-intitulado. Entre 8 de outubro e 11 de novembro de 2011, Hayes fez uma mini-digressão, a Most Wanted Tour que teve quinze datas. Entre setembro de 2012 e maio de 2013, Hayes fez concertos de abertura para a cantora Carrie Underwood em sua excursão musical Blown Away Tour que passou por estados dos Estados Unidos e do Canadá; sendo que em dezembro de 2012, Hayes foi indicado a três Grammy Award por Best New Artist, Best Country Album e Best Country Solo Performance na 55º Grammy Awards. Com isto, ele se tornou o artista mais jovem do país do sexo masculino a ser simultaneamente nomeado as três categorias.
A digressão promocional para Hunter Hayes, intitulada Let's Be Crazy Tour, teve inicio em 10 de outubro de 2013 em Knoxville, os eventos — abertos pela artista compatriota Ashley Monroe — incluiu 21 cidades e 24 apresentações, com termino marcado para 7 de dezembro seguinte em Kansas City. A digressão foi a 12° elaborada pela Country Music Television que já havia trabalhado com outros artistas country's como Miranda Lambert, Luke Bryan, Jason Aldean, Keith Urban e Brad Paisley.

### Storyline(2014-presente)
Em janeiro de 2014, o artista ocupou a décima posição na lista 30 Under 30, da Forbes, que divulgou os 30 músicos com menos de 30 anos que mais brilharam no ano de 2013. O segundo álbum do artista, Storyline, foi distribuído em 19 de maio de 2014. Alcançou a primeira posição da Billboard Country Albums, a terceira da Billboard 200, a segunda da Canadian Albums Chart e a 38.ª da japonesa publicada pela Oricon. O disco gerou os singles "Invisible" e "Tattoo" que foram divulgados no Grammy Award, The Ellen DeGeneres Show, ACM Awards, Good Morning America, Late Show with David Letterman e no talk show japônes Sukkiri.

## Apresentações
Mesmo antes de fazer uma turnê musical, Hayes fez apresentações em diversos estados norte-americanos. Durante seus concertos, ele apresenta todas as canções do seu álbum de estréia, Hunter Hayes e sua reedição, além de fazer reinterpretações diversas. Para suas apresentações Hayes faz o uso de alguns instrumentos musicais, como o piano, o violão, a guitarra e o banjo. Ao fim de seus concertos, Hayes costuma receber seus fãs com camarim para tirar fotos e autografar objetos e acessórios.
Ao analisar um concerto realizado pelo cantor em 3 de novembro de 2011 em Atlanta, Spencer Bobo do Music News Nashville afirmou que "Hunter mostrou suas habilidades com solos de guitarra, canto, e presença de palco que desafiavam sua idade." Na apresentação da mini-digressão Most Wanted Tour em 12 de novembro seguinte em Chicago, Christian Scalise do Country Stars Central escreveu que Hayes é um artista completo, que tem um imenso talento e uma voz fenomenal, exaltando também sua capacidade de reproduzir vários instrumentos e seu desempenho elétrico no palco. Analisando uma das aberturas da Blown Away Tour, Kevin John Coyne do Country Universe, escreveu: "Devo dizer que ele é extremamente talentoso". Coyne completou o artigo ao descrever o artista "Ele tem mais promessa do que a maioria de seus contemporâneos." Markos Papadatos para o Digital Journal destacou que "Hunter Hayes é um artista carismático que a MTV e o mundo deveria assistir, pois ele pode fazer tudo: cantar bem, escrever músicas, tocar instrumentos e, simultaneamente, dar a seus fãs um show de alta energia e uma experiência de concerto verdadeiramente inesquecível.
No período entre 2011 e 2013, Hayes realizou mais de quinhentos concertos.

## Imagem pública
Hunter Hayes é comumente referido como o "Justin Bieber da música country" por ser um garoto em bastante ascensão com bons-cabelos e cara-de-bebê e, principalmente, por se vender na música como um herói solidário e/ou pela fantasia de um namorado amoroso, além de ser projetado para estrelas das páginas da revista Seventeen. Somente no website Facebook, o cantor possui mais de um milhão de seguidores. Em outras redes sociais como Twitter e Instagram, Hayes tem mais de novecentos mil e cem mil seguidores, respectivamente. Sua pagina oficial no YouTube contabiliza mais de 85 milhões de visualizações.

## Estilo musical
As influências musicais de Hayes incluem Garth Brooks, LeAnn Rimes e Clint Black. Segundo ele, na medida que foi envelhecendo suas influências se ampliaram: "John Mayer, Michael Buble, Stevie Wonder, Keith Urban, Stevie Ray Vaughn, The Beatles - todos esses artistas têm de alguma forma feito parte do meu desenvolvimento como compositor". Ele ainda cita Coldplay, Brad Paisley e Taylor Swift como suas influências, afirmando que estudou as composições de Swift.
Desde o início da sua carreira, já compôs várias faixas, as quais são sobre relacionamentos, amizade e superação. Em "Where We Left Off", ele retrata a vida de um soldado que, depois de servir os Estados Unidos em uma guerra, volta para encontrar sua família e seus amigos. De acordo com o norte-americano, ele escreveu sua primeira canção aos seis anos, "Six Years Old", "Eu passava o dia todo com o violão e eu acabei de compôr canções." Quando as canções de sua autoria não entram em alguns dos seus álbuns, ocorre de seus editores repassarem as obras para outros artistas musicais, os quais acabam por gravá-las.

## Filantropia
Em 2014, Hayes se juntou as empresas Procter & Gamble e ConAgra Foods em prol do programa Child Hunger Ends Here's, organizado pela última. Para cada download de "Invisible", um valor monetário equivalente a uma refeição seria doado à instituição de caridade Feeding America.

## Discografia
- Hunter Hayes (2011)
- Storyline (2014)

## Prêmios e indicações
| Ano  | Prêmiação                        | Categoria                               | Indicação                                          | Resultado |
| ---- | -------------------------------- | --------------------------------------- | -------------------------------------------------- | --------- |
| 2012 | Broadcast Music, Incorporated    | Award Winning Song (Top 50)             | "Storm Warning"                                    | Venceu    |
| 2012 | CMT Music Awards                 | USA Breakthrough Video of the Year      | "Storm Warning"                                    | Indicado  |
| 2012 | Teen Choice Awards               | Choice Country Song                     | "Storm Warning"                                    | Indicado  |
| 2012 | Teen Choice Awards               | Choice Male Country Artist              | Ele mesmo                                          | Venceu    |
| 2012 | Academy of Country Music Awards  | Best New Artist                         | Ele mesmo                                          | Indicado  |
| 2012 | Country Music Association Awards | New Artist of the Year                  | Ele mesmo                                          | Venceu    |
| 2012 | American Country Awards          | Artist of the Year: New Artist          | Ele mesmo                                          | Indicado  |
| 2012 | American Country Awards          | Single of the Year: New Artist          | "                                                  | Venceu    |
| 2012 | American Country Awards          | Music Video of the Year: New Artist     | "                                                  | Venceu    |
| 2013 | Grammy Awards                    | Best Country Solo Performance           | "                                                  | Indicado  |
| 2013 | Grammy Awards                    | Best Country Album                      | Hunter Hayes                                       | Indicado  |
| 2013 | Grammy Awards                    | Best New Artist                         | Ele mesmo                                          | Indicado  |
| 2013 | Academy of Country Music Awards  | Top New Male Solo Artist                | Ele mesmo                                          | Indicado  |
| 2013 | Academy of Country Music Awards  | Single Record of the Year               | "Wanted"                                           | Indicado  |
| 2013 | Academy of Country Music Awards  | Song of the Year                        | "Wanted"                                           | Indicado  |
| 2013 | Academy of Country Music Awards  | Video of the Year                       | "Wanted"                                           | Indicado  |
| 2013 | Billboard Music Awards           | Top Country Artist                      | Ele mesmo                                          | Indicado  |
| 2013 | Billboard Music Awards           | Top Country Song                        | "Wanted"                                           | Indicado  |
| 2013 | CMT Music Awards                 | Video of the Year                       | "Wanted"                                           | Indicado  |
| 2013 | CMT Music Awards                 | Male Video of the Year                  | "Wanted"                                           | Indicado  |
| 2013 | CMT Music Awards                 | Nationwide Insurance On Your Side Award | Ele mesmo                                          | Venceu    |
| 2013 | Teen Choice Awards               | Choice Male Country Artist              | Ele mesmo                                          | Venceu    |
| 2013 | Teen Choice Awards               | Choice Country Song                     | "I Want Crazy"                                     | Indicado  |
| 2013 | American Music Awards            | Male Country Artist                     | Ele mesmo                                          | Indicado  |
| 2013 | American Country Awards          | Artist of the Year: Breakthrough Artist | Ele mesmo                                          | Indicado  |
| 2013 | American Country Awards          | Single of the Year: Breakthrough Artist | "Somebody's Heartbreak"                            | Indicado  |
| 2014 | Grammy Award                     | Best Country Solo Performance           | "I Want Crazy"                                     | Indicado  |
| 2014 | CMT Music Awards                 | Video of the Year                       | "I Want Crazy"                                     | Indicado  |
| 2014 | CMT Music Awards                 | Male Video of the Year                  | "I Want Crazy"                                     | Indicado  |
| 2014 | CMT Music Awards                 | Collaborative Video of the Year         | "Everybody's Got Somebody but Me" (com Jason Mraz) | Indicado  |
| 2014 | Teen Choice Awards               | Choice Male Country Artist              | Ele mesmo                                          | Venceu    |